# 蒙大拿 (新澤西州)
蒙大拿（英語：Montana）是位於美國新澤西州沃倫縣的非建制地區。

## 歷史
蒙大拿的郵局於1867年設立，其後於1904年停運。

## 地理
蒙大拿所處的海拔為高於海平面340米（即1115英呎），而該地所採用的時區為UTC-5，即北美东部时区（EST）。同時該地設有夏令時間，為UTC-5調快一小時，即UTC-4（EDT）。